# منتخب كيريباتي لكرة القدم
منتخب كيرباتي لكرة القدم (بالإنجليزية: Kiribati national football team)‏ هو منتخب كرة قدم يمثل جزيرة كيريباتي، على الرغم من كون كيرباتي دولة مستقلة إلا أن هذا المنتخب ليس عضواً في الفيفا،  بيد أنه عضو في في اتحاد أوقيانوسيا لكرة القدم واتحاد الجمعيات المستقلة لكرة القدم.